# Mirasol, Oaxaca
Mirasol är en ort i Mexiko.   Den ligger i kommunen Magdalena Peñasco och delstaten Oaxaca, i den sydöstra delen av landet, 300 km sydost om huvudstaden Mexico City. Mirasol ligger 2 077 meter över havet och antalet invånare är 107.
Terrängen runt Mirasol är kuperad, och sluttar österut. Runt Mirasol är det ganska glesbefolkat, med 32 invånare per kvadratkilometer. Närmaste större samhälle är Heroica Ciudad de Tlaxiaco, 15,6 km väster om Mirasol. I omgivningarna runt Mirasol växer huvudsakligen savannskog.